# ジャングルのおどけ者
『ジャングルのおどけ者』（ジャングルのおどけもの、原題：Clown of the Jungle）は、ウォルト・ディズニー・プロダクション（現：ウォルト・ディズニー・カンパニー）が制作したアニメーション短編映画である。ドナルドダック・シリーズの第69作である。

## あらすじ
南アメリカのジャングル。鼻歌を歌うハチドリをはじめとした様々な野鳥が暮らしていた。そんなジャングルの中にテントを張るのは「鳥を愛する写真家」のドナルド。カメラを持って野鳥の写真を撮ろうとするも、カメラを向けられた野鳥たちは写真を撮られたくない様子。そんな中一羽の野鳥が木の下で眠っているのを見つけたドナルドはいろんな撮影道具一式を用意して写真を撮ろうとするも、そこに現れたのは通称「ジャングルのピエロ」と称されるおかしな鳥のアラクアン・バード。他の鳥を撮りたいドナルドはアラクアンに何かと撮影の邪魔をされ、激怒して追いかけ回すも、逆に彼の言いように振り回されてしまう。
そんなドタバタを繰り返している中、冠布をかぶったドナルドがアラクアンを呼び寄せる。アラクアンは自分を撮影してくれると思い、おめかしするも、布の下から現れたのはカメラではなく機関銃だった。キスと握手をしてくるアラクアン・バードを振り払い、泣きわめく彼を顧みず機関銃を発砲し、狂喜するドナルド。しかし、気づいたときには影も形もないテントとボロボロになった撮影機材、そして何事もなかったようにジュースを飲んでいるアラクアン・バードの姿があった。その様子に絶句したドナルドは気が狂ったかのようにアラクアンの特徴的な鳴き真似をするのであった。

## スタッフ
- 製作：ウォルト・ディズニー
- 監督：ジャック・ハンナ
- 作画：ヴォルス・ジョーンズ、ビル・ジャスティス、ハル・キング、アンディー・イングマン
- 脚本：レイ・パティン、ペイン・ジバウト
- 音楽：オリバー・ウォレス
- 美術：エール・グレイシー
- 背景：テルマ・ウィットマー

## キャスト
| キャラクター   | 原語版               | 旧吹き替え版 | 新吹き替え版 |
| -------------- | -------------------- | ------------ | ------------ |
| ドナルドダック | クラレンス・ナッシュ | 関時男       | 山寺宏一     |
| ナレーション   | -                    | 江原正士     | 西村知道     |

## 日本での公開

### 収録
- 『ドナルドダック・クロニクル Vol.3 限定保存版』（DVD、ブエナ・ビスタ・ホーム・エンターテイメント、新吹き替え版）
- 『夢と魔法の宝石箱　ドナルドとおとぼけグーフィー』（VHS、ブエナ・ビスタ・ホーム・エンターテイメント、新吹き替え版）
- 「ゆかいな仲間たちドナルドのにぎやかバースデー」

## 補足
- ドナルドの前に現れたアラクアン・バードの初登場は本作でなく、2年前に上映された『三人の騎士』で登場している。また『メロディ・タイム』でも再登場する。